# Municipio (ordinamento italiano)
Il municipio nell'ordinamento italiano è un ente di decentramento amministrativo subcomunale introdotto dall'articolo 12 della legge n. 142/1990 e poi riformato prima dall'articolo 6 della legge n. 265/1999 e poi dall'articolo 16 del Testo Unico degli Enti Locali (TUEL), introdotto col decreto legislativo n. 267 del 2000.
L'ente del municipio è previsto dal Testo Unico come una possibile "forma di partecipazione e di decentramento dei servizi" per quei comuni istituiti "mediante fusione di due o più comuni contigui". È quindi da distinguere dalla circoscrizione di decentramento comunale (che può anch'essa assumere la denominazione di municipio), prevista dall'articolo 17 dello stesso Testo Unico, che invece può essere istituita in qualsiasi comune con popolazione superiore ai 100 000 abitanti.
In ogni caso non esiste nessun obbligo per i comuni nati da fusione di creare tali enti. Da ciò ne discende che essi non abbiano personalità giuridica.

## Funzioni
Se la legge del 1990 prevedeva l'istituzione obbligatoria di un prosindaco e di due consultori municipali, eletti a suffragio universale contestualmente alle elezioni comunali, già dal 1999 l'organizzazione interna del municipio è demandata interamente allo statuto comunale del nuovo comune, mentre l'elezione a suffragio universale degli organi del municipio diviene facoltativa. I comuni possono prevedere, attraverso il proprio statuto e i propri regolamenti, ruoli e funzioni diverse per i municipi, anche se è previsto che non possano esercitare funzioni amministrative. Inoltre i municipi non possono disporre di tributi propri, ma soltanto di quei fondi che vengono loro destinati dai comuni di appartenenza. Durante la prima consiliatura successiva alla fusione tuttavia i comuni possono prevedere aliquote tributarie diverse tra un municipio e l'altro.